# بک‌هو (خواننده)
کانگ دونگ-هو (کره‌ای: 강동호؛ زادهٔ ۲۱ ژوئیه ۱۹۹۵) که بیشتر با نام هنری بک‌هو (کره‌ای: 백호) شناخته می‌شود، خواننده-ترانه‌سرا و بازیگر اهل کره جنوبی است. او در سال ۲۰۱۲ به عنوان وکالیست اصلی گروه پسرانهٔ کره‌ای نوایست فعالیت خود را آغاز کرد. او همچنین به خاطر شرکت در برنامهٔ سال ۲۰۱۷، پرودوس ۱۰۱ فصل ۲ نیز شناخته می‌شود.

## حرفه

### پیش از آغاز فعالیت
بک‌هو در سال ۲۰۱۰ پس از شناسایی توسط توسط پلدیس انترتینمنت، کارآموز این کمپانی شد. او پس از حضور در موزیک ویدئوی تک‌آهنگ «پلی یور لاو» از گروه افتر اسکول شناخته شد. در سال ۲۰۱۱، بک‌هو و همگروهی او جی‌آر در تاک شوی شبکهٔ کی‌بی‌اس به نام سلام مشاور حضور پیدا کردند و این دو نفر توسط کاهی از گروه افتر اسکول، به عنوان دو تن اعضای گروه نوایست آشکار شدند.
قبل از آغاز فعالیت، بک‌هو به عنوان عضوی از پلدیس بویز ظاهر شد. او بک‌آپ دنسر آهنگ «واندر بوی» برای گروه افتر اسکول بلو بود و در انتشار کریسمس پلدیس انترتینمت به نام «نامهٔ عاشقانه» حضور پیدا کرد.

## فیلم‌شناسی

### مجموعه‌های تلویزیونی
| سال  | عنوان    | شبکه   | نقش | توضیحات                  | منابع |
| ---- | -------- | ------ | --- | ------------------------ | ----- |
| ۲۰۱۳ | جون ووچی | کی‌بی‌اس |     | حصور افتخاری همراه با رن |       |

### برنامه‌های تلویزیونی
| سال  | عنوان                   | شبکه    | نقش               | توضیحات                      | منابع       |
| ---- | ----------------------- | ------- | ----------------- | ---------------------------- | ----------- |
| ۲۰۱۷ | پرودوس ۱۰۱ فصل ۲        | ام‌نت    | مسابقه دهنده      |                              | [ ۷ ]       |
| ۲۰۱۸ | پادشاه خواننده ماسک دار | ام‌بی‌سی  | مسابقه دهنده      | قسمت‌های ۱۵۹–۱۶۰              | [ ۸ ] [ ۹ ] |
| ۲۰۱۸ | بتل تریپ                | کی‌بی‌اس۲ | مسابقه دهنده      | قسمت‌های ۱۰۸–۱۰۹ (همراه جی‌آر) | [ ۱۰ ]      |
| ۲۰۱۹ | قانون جنگل              | اس‌بی‌اس  | عضو گروه بازیگران | قسمت‌های ۳۵۳–۳۵۷              | [ ۱۱ ]      |
| ۲۰۱۹ | تماس                    | تی‌وی‌ان  | لاین‌آپ نهایی      |                              | [ ۱۲ ]      |
| ۲۰۱۹ | بزن بریم، مان سو رو     | کی‌بی‌اس۲ | عضو عادی          |                              | [ ۱۳ ]      |
| ۲۰۲۱ | قانون جنگل              | اس‌بی‌اس  | عضو گروه بازیگران | قسمت‌های ۴۴۶–۴۴۸              | [ ۱۴ ]      |

### برنامه‌های اینترنتی
| سال  | عنوان                | پلتفرم | نقش    | توضیحات | منابع  |
| ---- | -------------------- | ------ | ------ | ------- | ------ |
| ۲۰۲۱ | آیدل چلنج: کلاس دیگر | یوتیوب | میزبان | فصل ۲   | [ ۱۵ ] |

## تئاتر موزیکال
| سال  | عنوان                   | نقش   | منابع  |
| ---- | ----------------------- | ----- | ------ |
| ۲۰۲۱ | خورشید نیمه‌شب           | هارام | [ ۱۶ ] |
| ۲۰۲۱ | آلتار بویز (Altar Boyz) | متیو  | [ ۱۷ ] |
| ۲۰۲۲ | مساوی (Equal)           | Theo  | [ ۱۸ ] |

## جوایز و نامزدی‌ها
| مراسم جوایز         | سال  | دسته                                              | نامزد / اثر         | نتیجه | منابع         |
| ------------------- | ---- | ------------------------------------------------- | ------------------- | ----- | ------------- |
| جوایز سرگرمی کی‌بی‌اس | ۲۰۱۹ | Hot Issue Entertainer Award                       | بزن بریم، مان سو رو | برنده | [ ۱۹ ] [ ۲۰ ] |
| جوایز سرگرمی کی‌بی‌اس | ۲۰۱۹ | جایزه بهترین چالش (همراه تیم بزن بریم، مان سو رو) | بزن بریم، مان سو رو | برنده | [ ۲۱ ]        |